# Colossendeis melancholicus
Colossendeis melancholicus är en havsspindelart som beskrevs av Stock, J.H. 1975. Colossendeis melancholicus ingår i släktet Colossendeis och familjen Colossendeidae. Inga underarter finns listade i Catalogue of Life.